# Missionary
"Missionary" é o álbum de estúdio colaborativo dos rappers estadunidenses Snoop Dogg e Dr. Dre. O disco é um retorno a sonoridade proveniente dos primeiros álbuns do rapper, lançados no inicio da década de 1990. A produção do álbum ficou a cargo de Dr. Dre, parceiro musical de longa data de Snoop Dogg.

## Antecedentes
O álbum começou a ser mencionado por Snoop nas redes sociais nos últimos meses de 2022. Snoop confirmou que Missionary estava em desenvolvimento durante uma aparição no podcast de Steven A. Smith e Know Mercy, afirmando que: "Eu te digo isso, você é o primeiro a ouvir isso: Eu e Dr. Dre estamos trabalhando em um álbum nos últimos dois meses". Em sequencia ele chegou a afirmar que "será feito em novembro". Snoop continuou, explicando: "É produzido pelo Dr. Dre, é o nosso 30º aniversário do Doggystyle. E o nome do álbum é Missionary." Quando perguntado por que eles escolheram o nome, Snoop simplesmente disse ao apresentador: "O primeiro álbum foi Doggystyle".

## Produção
A produção do disco ficou por conta de Dr. Dre, o mesmo que lançou a carreira de Snoop no single Deep Cover (1992) e produziu o álbum de estreia do rapper, Doggystyle (1993).